# Sicherheitskarte (Fahrzeug)
Eine Sicherheitskarte gehört zu  den vom ADAC flächendeckend geforderten Schaublättern, welche nach den Empfehlungen des ADAC wichtige fahrzeugbezogene Daten nach Fabrikat ausweist. Sie erleichtert Rettungs- und Bergungskräften im Falle eines Verkehrsunfalls die Arbeit und kann die Zeit vom Unfall bis zur Einlieferung von Unfallopfern in ein Krankenhaus verkürzen.
Sie soll darüber Auskunft geben, an welchen Stellen die Feuerwehr ein verunglücktes Fahrzeug zur Zeit sparenden Bergung von Schwerverletzten nicht nur mittels Rettungsschere oder Spreizer zu öffnen ist (Sollbruchstellen). Hintergrund sei, dass zum einen die Verschalung der Fahrzeuge immer schwieriger zu knacken sei und wertvolle Zeit unnötig verschwendet werde. Zum anderen können Airbag-Gaszylinder die Rettungskräfte und verunglückten Fahrzeuginsassen gefährden, wenn sie aus Unkenntnis der jeweiligen Position im Fahrzeug diese versehentlich nachträglich auslösen. Ebendiese Informationen sollten in der Sicherheitskarte vermerkt sein.
Die Rettungskarte wird mittlerweile von vielen Herstellern bereitgestellt. Der Autohersteller Daimler AG verwendete sie bei der Schulung von Rettungskräften.
Als erster Automobilhersteller weltweit setzen Mercedes-Benz und smart daher auf die Rettungskarte im Sticker als QR-Code. Alle Informationen zu Aufbau und Konstruktion eines Modells können so schnell vor Ort von Rettungskräften per Smartphone oder Tablet-PC abgerufen werden. Zur Sicherheit wird der QR-Code an zwei Stellen befestigt, die selten beide beschädigt werden: Im Tankdeckel und an der gegenüberliegenden B-Säule.
Alle laufenden Modellreihen werden ab sofort mit den QR-Codes für Rettungskräfte ausgestattet. smart und Mercedes-Benz Fahrer von Fahrzeugen ab 1990 können den QR-Code schnell und unkompliziert nachrüsten lassen.
Auf europäischer Ebene wird die Verbreitung der Rettungskarte von der FIA über die Homepage Rescue-Sheet.Info gefördert.